# Place Sabaa Bahrat
La place Sabaa Bahrat (ساحة السبع بحرات, ce qui veut dire place des Sept Fontaines) est l'une des grandes places d'Alep, deuxième ville de Syrie qui se trouve au nord du pays.
La place est située à l'intersection de la rue Abdel Menem Riyad et de la rue al-Motanabbi, dans la vieille ville. La place marque la limite de la vieille ville et de la ville moderne.
Un certain nombre de bâtiments officiels se trouvent autour de la place, comme la Chambre de l'Industrie, ainsi que l'hôtel Coral Julia Dumna, ou encore l'entrée principale du marché couvert Suweiqa. On trouve aussi des filiales de grandes banques dans la rue al-Motanabbi, jusqu'à la place Sabaa Bahrat, tandis que la rue Abdel Menem Riyad accueille des bureaux de partis politiques, ainsi que la maison datant du XVIe siècle de Dar Radjab Pacha.
La place donne accès à la rue menant à la Grande Mosquée d'Alep.
Le milieu de la place est occupé par des fontaines aux jets d'eau éclairés par des lumières colorées.

## Illustrations

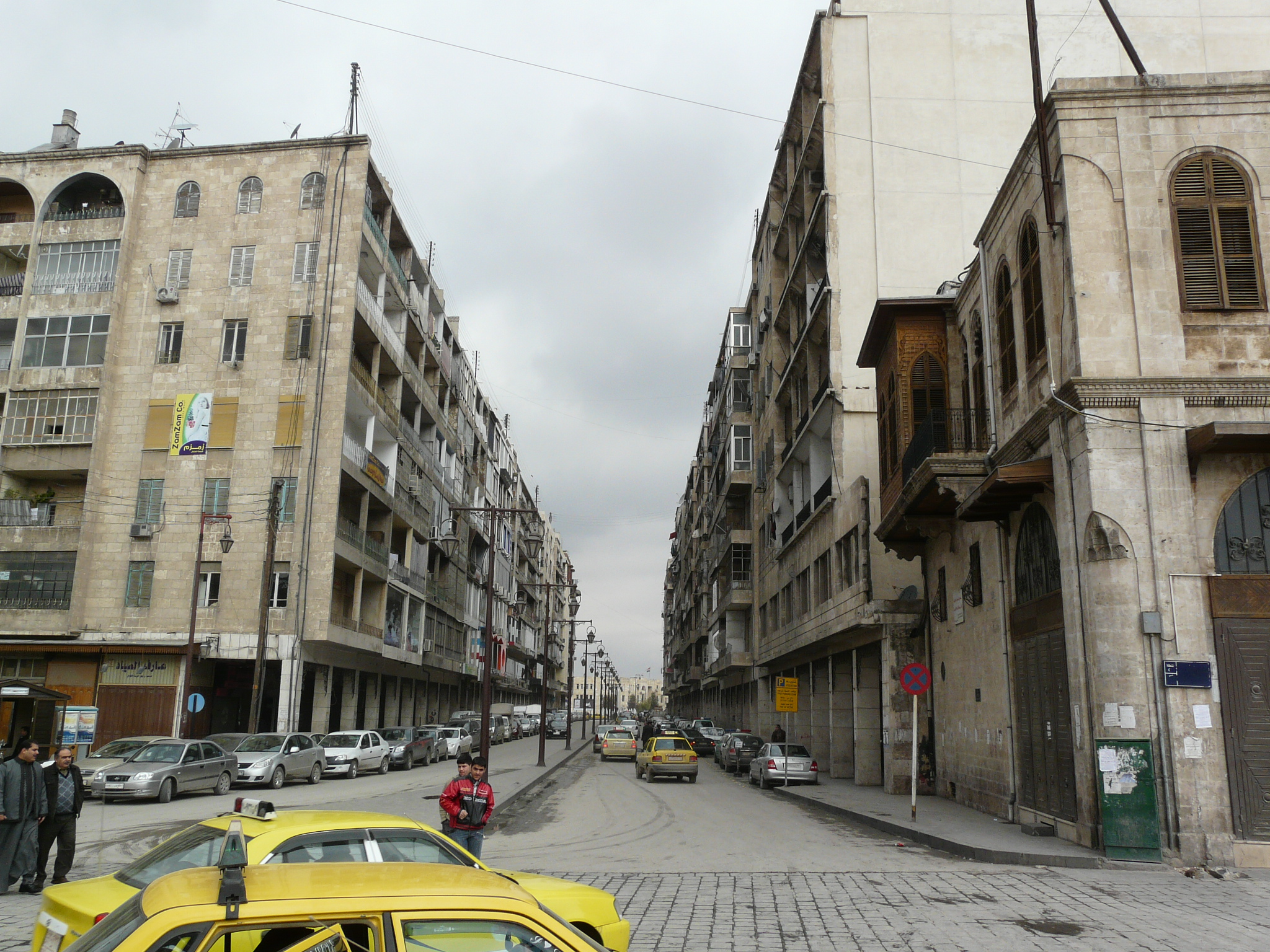
Vue de la rue Abdel Menem Riyad qui se termine à la place Sabaa Bahrat
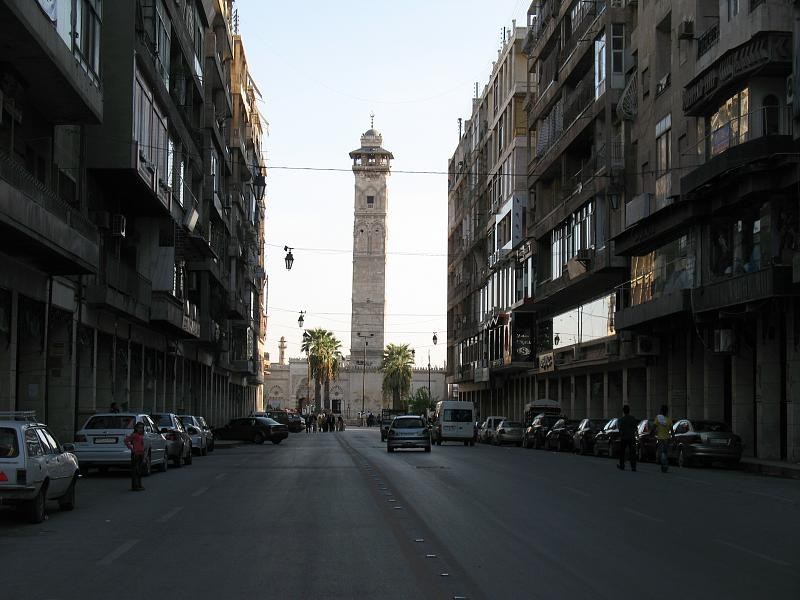
Vue de la Grande Mosquée d'Alep au bout de la rue Abdel Menem Riyad, à partir de la place